# Горня-Ржана
Горня-Ржана (серб. Горња Ржана, болг. Горна Ръжана) — населённый пункт в общине Босилеград Пчиньского округа Сербии.

## Население
Согласно переписи населения 2002 года, в селе проживало 95 человек (61 болгарин, 18 сербов и другие).
| Численность населения | Численность населения | Численность населения | Численность населения | Численность населения | Численность населения | Численность населения | Численность населения |
| 1948                  | 1953                  | 1961                  | 1971                  | 1981                  | 1991                  | 2002                  | 2011                  |
| --------------------- | --------------------- | --------------------- | --------------------- | --------------------- | --------------------- | --------------------- | --------------------- |
| 414                   | 424                   | 401                   | 337                   | 235                   | 168                   | 95                    | 66                    |

## Религия
Согласно церковно-административному делению Сербской православной церкви, село относится к Босилеградскому архиерейскому наместничеству Враньской епархии.